# (34493) 2000 SR139
2000 SR139 (asteroide 34493) é um asteroide da cintura principal. Possui uma excentricidade de 0.08580450 e uma inclinação de 8.52047º.
Este asteroide foi descoberto no dia 23 de setembro de 2000 por LINEAR em Socorro.